# Журнал Министерства внутренних дел
Журнал Министерства внутренних дел — периодическое издание Министерства внутренних дел Российской Империи, издавался ежемесячно с 1829 по 1861 гг.

## История
Первым редактором был Н. И. Греч; в первый год журнал разошелся в 2600 экз., в 1830 — 1377 экз., в 1831 — 943 экз.
Затем редакторами были Максимович, П. И. Гаевский, Заблоцкий-Десятовский; с 1835 — редакционный комитет (Глаголев, князь Одоевский, Заблоцкий-Десятовский и Веневитинов), а с 1836 ещё «наблюдательный комитет» (Лекс, П. Г. Бутков, Арсеньев и Оржевский).
С 1837 года редакторами были Крылов, Надеждин, Варадинов; помощниками редактора также были такие личности, как Н. А. Милютин и В. Ф. Корш.
С 1857 года почти в каждом номере «ЖМВД» помещал библиографические разборы статистических изданий и многие другие статьи старший редактор центрального статистического комитета, член статистического совета при Министерстве Внутренних Дел Российской империи Александр Иванович Артемьев, вплоть до закрытия издания 1 января 1862 года.
Тематически «Журнал Министерства внутренних дел» почти не содержал материалов, посвящённых собственно деятельности полиции. Зато культура, история, краеведение, статистика, здравоохранение были в зоне его внимания. Были там и разделы, посвященные церковному быту, описаниям монастырей, церковной археологии. Журнал стал своеобразным предтечей многих церковных повременных изданий.
В 1860 году было 5300 подписчиков. В 1861 году в качестве приложения к журналу выпускалась «Летопись сельского благоустройства», предназначенная для освещения проводимой в стране крестьянской реформы.
Прекращение издания журнала было связано с возникновением ежедневного органа министерства — «Северной почты».